# Maeda Munetoki
Maeda Munetoki est un nom japonais traditionnel ; le nom de famille (ou le nom d'école), Maeda, précède donc le prénom (ou le nom d'artiste).
Maeda Munetoki (前田 宗辰, 5 juin 1725-18 janvier 1747) est un daimyo du milieu de l'époque d'Edo à la tête du domaine de Kaga. D'abord connu sous le nom d'Inuchiyomaru, il hérite de la position de chef de famille en 1745, après la mort de son père, Yoshinori. Cependant, Munetoki lui-même ne vit pas longtemps et meurt en 1747 à l'âge de 21 ans. La position de daimyo du domaine de Kaga passe à son frère cadet Shigehiro.

## Famille
- Père : Maeda Yoshinori (1690-1745)
- Frères :
  - Maeda Shigehiro (1729-1753)
  - Maeda Shigenobu (1735-1753)
  - Maeda Shigemichi (1741-1786)
  - Maeda Harunaga (1745-1810)

## Source de la traduction
- (en) Cet article est partiellement ou en totalité issu de l’article de Wikipédia en anglais intitulé « Maeda Munetoki » (voir la liste des auteurs).